# 谷口守泰
谷口守泰（1943年3月30日—）是兵庫縣出身的日本動畫師、插畫家、作畫監督、人物設定、原畫師。「アニメアール」公司的代表。大阪設計師專門學校講師、大阪總合設計專門學校特別講師。日本演出協會（JAniCA）發起人、會員。

## 電視動畫・主要參與的作品

### TV SERIES

#### 1960年代
- Q太郎（1965年、全59話）原畫
- 俄按钮（1966年 - 1968年、全104回（全208話））  人物設定／作畫監督／分鏡／原畫

#### 1970年代
- 科學小飛俠（1972年 - 1974年、全105話） 原畫（16,21,29,35,41,47,55,59,63,69,75,80,86,99話）
- Fables of the Green Forest（1973年、全52話） 原畫
- Andes少年pepero的冒险（1975年、全26話） 人物設定（岡迫亘弘和共同）（共同原案／森康二）
- 勇者莱汀（1975年 - 1976年、全50話） 作畫監督（19,26,31,34,37,46話）／原畫
- 超力電磁俠（1976年 - 1977年、全54話） 作畫監督（45話）／原畫
- Daiku-Maryu Gaiking（1976年 - 1977年、全44話） 作畫監督（2,8,15,19,24,28,30話）／原畫
- Dokaben（1976年 - 1979年、全163話） 原畫
- 波羅五號（1977年 - 1978年、全40話）  原畫
- 霹靂日光號（1977年 - 1978年、全56話） 作畫監督（3,12,17話）／原畫
- Chojin-Sentai Balatack（1977年 - 1978年、全31話） 作畫監督（7,16話）／原畫
- 鬥將大武士（1978年 - 1979年、全44話） 原畫
- 科學小飛俠II（1978年、全52話）  原畫
- 太空突擊隊（1978年 - 1979年、全53話） 原畫
- 超人力霸王（1979年、全50話） 作畫監督（36話）

#### 1980年代
- 傳說巨神（1980年、全39話） 作畫監督（8,13,25,33話）／原畫（2,8,13,19,22,25話）
- 聖戰士 (百獸王)（1981年、全52話） 作畫監督
- 太陽之牙（1981年 - 1983年、全75話） 作畫監督（4,9,16,22,30,36,41,48,53,60,67話）
- 電子神童（1982年、全26話） 原畫
- 流石的Sarutobi（1982年 - 1984年、全69話） 作畫監督（31,34話）／原畫（12,16,24話）※最后一次69話的作畫監督アニメアール的毛利和昭
- 未來警察 Future Police Urashiman（1983年、全50話） 原畫
- 美雪、美雪（1983年、全37話） 作畫監督／原畫（12,23,32,36,37話）
- 裝甲騎兵（1983年 - 1984年、全52話） 作畫監督（2,9,14,22,29,33,39,46,52話）
- 太空戰神（1983年 - 1984年、全25話） 原畫
- 足球小將（1983年 - 1986年、全128話） 演出（89話）／作畫監督（12,16,20,26,31,36,40,45,50,54,58,65,84,87,89話）
- Ranpo（1984年、全21話） 作畫監督（9,10話）
- 北斗神拳（1984年 - 1987年、全109話） 原畫（12,19,24話）
- 重戰機（1984年、全54話）作畫監督（14話）
- Chō-Kōsoku Galvion（1984年、全26話） 作畫監督（15,20話）
- 機甲界（1984年 - 1985年、全25話） 作畫監督（3,6,13,19,22,25話）
- 宇宙奇兵（1984年 - 1985年、全51話） 作畫監督（9,16,24,31,36,42,46話）※最后一次51回的作畫監督アニメアール的逢坂浩司、沖浦啓之
- 超獸機神（1985年、全38話） 原畫（14話）
- 棒球英豪（1985年 - 1987年、全101話） 作畫監督（4,10,16話）
- 蒼藍流星（1985年 - 1986年、全38話） 人物設定／作畫監督（1,4,6,8,12,16,20,25,26,30,33,37,38話）／原畫（4話）／OP.END作畫監督
- 霹靂貓（1985年，日美合作作品） 作畫監督
- 城市猎人系列　
  - 城市猎人（1987年、全51話）（4,9,13,20,26,32,38,42,48話）
  - 城市猎人2（1988年、全63話）（4,10,22,23,29,34,40,46,50,63話）
  - 城市猎人3（1989年、全13話）（5,13話）
- 魔神坛斗士（1988年 - 1989年、全39話） OP原畫（毛利和昭和共同）
- 靈幻小子（1989年、全42話） OP作畫監督／OP原畫（共同）
- 彼得潘的冒險（1989年、全41話） 作畫監督（34,39話）

#### 1990年代
- 秘密花園（1991年 - 1992年、全39話） 原畫
- 横山光輝 三國志（1992年、全47話） 作畫監督（1,6,12,14,18,25,33話）
- 南國少年奇小邪（1992年 - 1993年、全26話） 作畫監督（11話）
- 機動戰士V GUNDAM（1993年、全51話） 作畫監督（5,9,20,28,36,43話）
- 城市風雲兒（1993年 - 1994年、全52話） 作畫監督（18,26,41,52話）
- 頑童歷險記（1994年、全26話） 演出（25話）／作畫監督（19,25話）
- 銀河戰國群雄傳（1994年 - 1995年、全52話） 作畫監督（20,30,36,41話）
- 機動武鬥傳G GUNDAM（1994年 - 1995年、全49話） 原畫（4話）
- 魔法騎士（1994年 - 1995年、全49話） 原畫（6話）
- H2 (漫画)（1995年、全41話） 作畫監督（31,36話）
- 愛天使傳說（1995年、全51話） 作畫監督（7話）
- 浪客剑心（1996年 - 1998年、全94話）作畫監督（7,12,18,23,32話）
- 烏龍派出所（1996年 - 2004、全100話） 原畫（3話）
- 聖天空戰記（1996年、全26話） 原畫（22話）
- 天才寶貝（1996年、全35話） 作畫監督（5,10話）
- 中華一番（1997年、全52話） 作畫監督（2,6,9,15,20,26,32,36話）
- 烙印勇士（1997年、全25話） 作畫監督（2話）／原畫（1話）
- 拘捕令（1996年 - 1997年、全51話）  原畫
- 天才小魚郎RV（1998年、全39話） 原畫（35話）
- 機動神腦（1998年、全25話） 原畫（1話）
- 魔法陣都市（1998年、全26話） 作畫監督（2,9話）
- DT EIGHTRON（1998年、全26話） 作畫監督（2,6,8,12,14,18,22,24話）
- Hunter × Hunter（1999年 - 2001年、全62話） 原畫（27,49話）
- 迷糊女戰士（1999年 - 2001年、全26話） 作畫監督（12,17話）
- 無限的未知（1999年 - 2000年、全26話） 原畫（6話）

#### 2000年代
- 沉默的未知（2000年、全25話） 作畫監督（10話）
- 機巧奇傳（2000年、全25話） 原畫（6,24話）
- 地球防衛家族（2001年、全13話） 原畫（13話）
- 魔法戰士李維（2001年、全24話） 原畫（10話）
- NOIR（2001年、全26話） 原畫（3,8話 他）
- Z.O.E Dolores,i（2001年、全26話） 原畫（2,11,12,16,20,24話）
- 彗星公主 (動畫)（2001年、全43話） OP・END原畫（共同）／原畫（3,7話）
- 通靈王（2001年、全64話） 作畫監督（4話）
- ARMS神臂（2001年、全26話） 原畫（1話）
  - ARMS神臂-The 2nd Chapter-（2001年 - 2002年、全26話） 作畫監督（1,5,9,15,20,24話）
- 人造人009（2001年 - 2002年、全51話） 原畫（3,22話）
- 野驁射手（2002年、全52話) 作畫監督（6話）
- 機動戰士GUNDAM SEED（2002年、全50話） 原畫（9話）
- 电光快车侠2（2002年 - 2003年、全52話） 原畫 （41話）
- 音速小子X（2003年 - 2004年、全78話） 原畫（15話 他）
- 奇諾之旅（2003年、全13話） 原畫（9話 他）
- 忍者乱太郎第11期（2003年、全80話） 作畫監督（20,34,35話）
- 最後流亡（2003年、全26話） OP原畫（共同）／作畫監督（5,12,17,24話）／原畫（24話）
- TEXHNOLYZE（2003年、全22話） 作畫監督（20話）
- 鋼之鍊金術師 (動畫)」（2003年、全51話）　原畫（15話）
- 巷說百物語（2003年、全13話） 作畫監督（9話） 原畫（15話）
- 琉球武士瘋雲錄（2004年、全26話） 作畫監督（4,10,15,19,23話）
- 七武士 (動畫)（2004年、全26話） 作畫監督（16,25話）
- 殺戮都市（2004年、全26話）原畫 （5話）
- 抓鬼天狗幫（2004年 - 2005年、全25話） 原畫（1話）
- 極速攝殺（2005年、全24話） 作画監督（2話）／原畫（10,17話）
- 創聖的亞庫艾里翁（2005年、全26話） 作畫監督（6話）／原畫（6,20話）
- 嬉皮笑園（2005年、全26話） 原畫（5話）
- 索斯機械獸V（2005年、全50話） 原畫
- 天使心 (北條司)（2005年 - 2006年、全50話） 原畫
- 甲蟲王者（2005年 - 2006年、全52話） 原畫（35,39話）
- 死亡代理人（2006年、全23話） 原畫（5話）
- RESCUE WINGS（2006年、全13話） 原畫（8話）
- 传颂之物（2006年、全26話) 原畫（9話）
- 玻璃艦隊（2006年、全26話） 原畫
- 怪醫美女RAY（2006年、全13話） 原畫（9話）
- 水星領航員（2006年、全26話） 原畫（15話）
- 天保異聞 妖奇士（2006年、全25話） 作畫監督（5,11,19話）／原畫（1,11話）
- 蒼天之拳（2006年 - 2007年、全26話） 作畫監督（16,17話）
- 银魂（2006年 - 2010年、全201話） 作畫監督（27話）
- 不平衡抽籤（2006年、全12話） 原畫（10話）
- 奏光之Strain（2006年、全13話） 原畫（3話）
- 家庭教師HITMAN REBORN! (動畫)（2006年 - 播放中） 原畫（24,34話）
- Ōban Star-Racers（2006年、全26話） 原畫（10,15話）
- 羅密歐×茱麗葉（2007年、全24話） 原畫（2話）
- 武裝鍊金（2007年、全26話） 原畫（21話）
- MOONLIGHT MILE（2007年、全12話）  原畫
  - MOONLIGHT MILE 2nd（2007年、全14話） 作畫監督（1,5,10話）／原畫（1話）
- 奔向地球（2007年、全24話） OP原畫（共同）
- 火箭女孩（2007年、全12話） 原畫（11話）
- 剑豪生死斗（2007年、全12話）原畫 （12話）
- 藍龍 (動畫)（2007年、全51話） 作畫監督（36,44,50話） 
  - 藍龍 天界的七龍（2008年、全51話） 作畫監督（6,10話）
- 楓之谷（2007年、全25話） 原畫（11話）
- BUS GAMER （2008年、全3話） 原畫（2話）
- 秘密 〜The Revelation〜（2008年、全26話） 作畫監督（3話）
- 隱王（2008年、全26話） 作畫監督（10,16,22話）
- 紫光任務 Code 044（2008年、全12話） 原畫（8話）
- 武裝機甲（2008年、全24話） 原畫（7話）
- 黑塚-KUROZUKA-（2008年、全12話） 原畫（2,6,7話）
- 魔法禁書目錄（2008年、全24話） 原畫（9話）
- 源氏物語千年紀 Genji（2009年、全11話） 原畫（4話）
- 閃電十一人（2009年 - 播放中） 原畫（19,24,31,63,91話）
- 噬魂者（2008年－2009年、全51話） 原畫（50話）
- 黑神（2009年、全23話） 原畫（13話）
- 蒼天航路（2009年、全26話） 原畫（8,21話）
- 戰場的女武神（2009年、全26話） 作畫監督（12,26話）
- 花冠之淚（2009年、全26話） 原畫（23,26話)
- CANAAN（2009年、全13話） 作畫監督／原畫（10話）
- 奇蹟少女KOBATO.（2009年、全24話） 原畫（5話）
- 海貓悲鳴時（2009年、全26話） 作畫監督（24話）

#### 2010年代
- 刀語（2010年 - 播放中） 反物絵師（2話）／原畫（3話）
- 一騎當千 XTREME XECUTOR（2010年、全12話） 原畫（3,9話）
- 超級機械人大戰OG -The Inspector-（2010年 - 播放中） 作畫監督（3話）
- 咎狗之血（2010年 - 播放中） 原畫（5話）
- 天降之物f （2010年 - 播放中）　原畫（9話）

### TELEFEATURE
- 嫩草故事（1980年）原畫
- 龍虎之拳（1993年） 作畫監督（共同）
- 鲁邦三世 特別篇第六弾（1994年） 原畫
- 小獅王（2009年） 作畫監督助理（共同）／原畫

### 電影
- 科學小飛俠（1978年） 原畫
- 傳說巨神 《接触篇》（1982年） 作畫監督（共同）
- 傳說巨神 《発動篇》（1982年） 原畫
- 《文件》 太陽之牙（1983年） 作画作畫（共同）／新作原畫
- Batsu＆Terry（1987年） 原畫
- 五星物語（1989年） 原畫
- HYPER-PSYCHIC-GEO GARAGA（1989年） 人物設定／作画作畫／原畫
- 罗摩衍那（1998年） 人物設定原案
- CRASH GEAR TURBO（2002年） 原畫
- 烏龍派出所 THE MOVIE2（2003年） 原畫
- BLEACH Fade to Black （2008年） 原畫
- TRIGUN Badlands Rumble（2010年） 原畫

### OVA
- 梦猎人 丽梦系列 
  - 梦猎人 Rem（1985年） 作畫監督（毛利和昭和共同）　
  - 梦猎人 丽梦 特别版本《惨梦，复苏的死神博士》（1985年） 作畫監督（毛利和昭和共同）
  - 梦猎人 丽梦 II《圣美神女学园的妖梦》（1986年） 人物設定（アニメアール和共同）／作畫監修／原畫
  - 梦猎人 丽梦 III《梦隐，没有头武士传说》（1987年）人物設定（アニメアール和共同）／作畫監修／原畫
- 裝甲騎兵《最後的紅肩隊》（1985年） 原畫
- Violence Jack（1986年） 人物設定
- The Super Dimension Fortress Romanesque 沙美 Missing99（1986年） 人物設定
- 蒼藍流星系列
  - 蒼藍流星 ACT-I《Eizi 1996》（1986年） 人物設定／作画作畫
  - 蒼藍流星 ACT-II《Le Cain 1999》（1986年） 人物設定／作画作畫
  - 蒼藍流星 ACT-III《刻图章2000》（1986年） 人物設定／作画作畫（貴志夫美子、吉田徹和共同）
- BLACK MAGIC M-66（1987年） 原畫
- 新的话聖戰士DUNBINE 全3卷/3話（1988年） 作畫監督（1,2,3話）
- 装甲騎兵 《Sunsa》 （1988年） OP动画（分鏡／作畫監督／原畫（小森高博、吉田徹和共同））
- 装甲騎兵 《Quent》 （1988年） OP动画（分鏡／作畫監督／原畫（小森高博、吉田徹和共同））
- 裝甲騎兵外傳《機甲獵兵》 全6卷/12話（1988年 - 1989年） 人物設定／作畫監督（1,2,3,4,5,6,7,8,9,10,11,12話）／OP.END作畫監督
- Cinderella Express（1989年） 人物設定／作畫監督
- Noripī-Cyan（1990年） 人物設定／作畫監督
- Aries（1990年） 画面設計
- Sukeban Deka 全2卷/2話（1991年） 原畫（2話）
- Samuraidar（1991年）人物設定／作畫監督
- JUNGLE WARS 全2卷/2話（1991年） 人物設定／作畫監督（1話）
- CAPRICORN（1991年） 人物設定／作畫監督
- 創龍傳　全6卷/12話（1991年 - 1993年） 作畫監督（1,2,3,4話）
- 暗黑破坏神 (漫画) 全6卷/6話（1992年 - 1993年） 作畫監督（1,6話（木村貴宏和共同））
- 鴉天狗 Kabuto（1992年） 原畫
- EIGHTMAN AFTER 全4卷/4話（1993年） 作畫監督（4話）
- 圣Michaela学园漂流记II 全2卷/2話（1994年）人物設定（1,2話）／作畫監督（1話）
- 新・甜心戰士 全8卷/8話（1994年 - 1995年）原畫 （8話）
- 特勤機甲隊 Omuni戦記2540（1995年） 人物設定／作畫監督
- 影技 Shadow skill（第2期） 全3卷/3話（1996年） 作畫監督（1話）
- 真的见的学校鬼怪故事（1996年） 导演／人物設定／作畫監督／美術設計
- 聖堂教父 (漫畫)（1996年） 原畫
- 厄災仔寵（1997年） 作畫監督
- Torazimano-Mīme（1997年） 人物設定／作畫監督
- 銀河英雄傳說（外傳1期）全4卷/4話（1998年） 作畫監督（2,3話）
- 新・北斗神拳 全3卷/3話（2003年 - 2004年） 原畫（3話）
- Arcade game player Fubuki 全4卷/4話（2010年） 原畫（4話）

### 个人电脑游戏
- 裝甲騎兵《黑的独角兽》PC-8801版（1988年）  人物設定
- ANUBIS ZONE OF THE ENDERS　PlayStation2版（2003年）  作畫監督

## 外部連結
- （日語） 谷口守泰小辭典（作画@wiki）（页面存档备份，存于）